# Musei Tokugawa
Musei Tokugawa (徳川 夢声, Tokugawa Musei, 13 avril 1894 - 1er août 1971) est un benshi japonais, acteur, conteur, essayiste personnalité de la radio et de la télévision. 

## Biographie

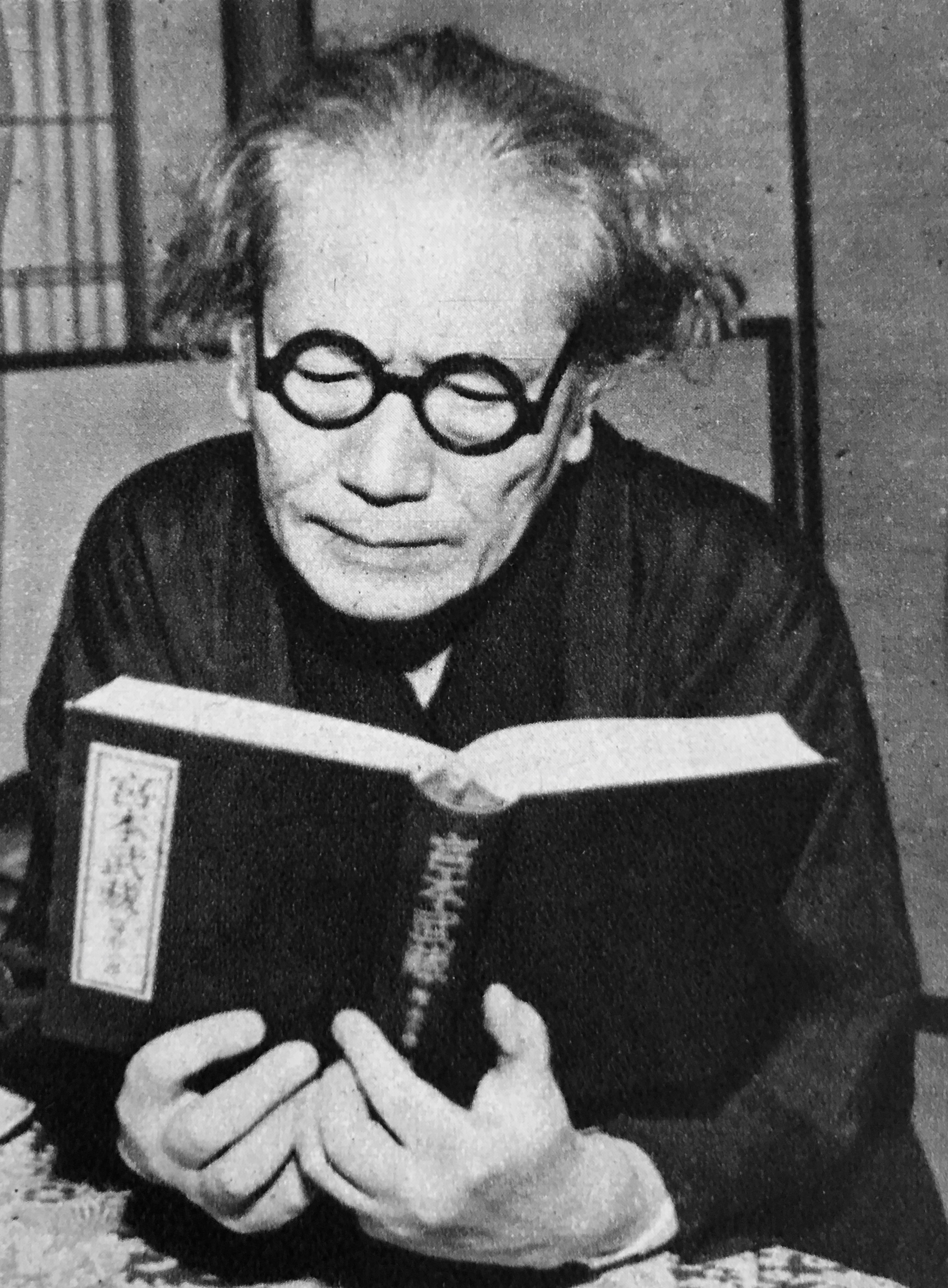
Musei Tokugawa en 1955.

Musei (ainsi qu'il est appelé) se fait d'abord connaître en tant que benshi, narrateur de films durant l'époque du cinéma muet au Japon. Il est célèbre pour sa narration sobre mais érudite, appréciée des amateurs de films intellectuels. Il se consacre aux films étrangers tels que le Cabinet du docteur Caligari dans les salles de qualité comme l'Aoikan et le Musashinokan, mais s'occupe également d’œuvres japonaises telles que le chef-d’œuvre expérimental Kurutta Ippēji (1926) de Teinosuke Kinugasa. Quand l'ère du muet se termine, Musei se met à raconter des histoires sur scène et à la radio, et commence également à jouer et à faire des narrations dans les films. Il est aussi célèbre pour ses essais, romans humoristiques et écrits autobiographiques. Il est l'auteur de près de cinquante livres. Avec l'avènement de la télévision au Japon, Tokugawa occupe également une place importante dans ce medium.
Musei Tokugawa a tourné dans plus de 80 films entre 1933 et 1963.

## Filmographie partielle
- 1933 : Ongaku kigeki: Horoyoi jinsei (音楽喜劇 ほろよひ人生?) de Sotoji Kimura : propriétaire de la brasserie
- 1933 : Junjō no miyako (純情の都?) de Sotoji Kimura
- 1934 : Zoku Tadano bonji (続・只野凡児?) de Sotoji Kimura
- 1934 : Le Général des alpes (あるぷす大将, Arupusu taishō?) de Kajirō Yamamoto
- 1935 : Le Protégé (坊つちゃん, Botchan?) de Kajirō Yamamoto : Principal
- 1935 : La Fille aux violettes (すみれ娘, Sumire musume?) de Kajirō Yamamoto
- 1935 : Sanshokuki birudingu (三色旗ビルディング?) de Sotoji Kimura
- 1936 : Akireta renchū (あきれた連中?) d'Osamu Fushimizu et Kei Okada
- 1936 : Je suis un chat (吾輩は猫である, Wagahai wa neko de aru?) de Kajirō Yamamoto
- 1937 : Kaminari oyaji (雷親爺?) de Shigeo Yagura
- 1938 : La Classe de composition (綴方教室, Tsuzurikata kyoshitsu?) de Kajirō Yamamoto : le père de Masako
- 1939 : Toute la famille travaille (はたらく一家, Hataraku ikka?) de Mikio Naruse : Ishimura
- 1939 : La Ville (街, Machi?) de Satsuo Yamamoto
- 1940 : Haru yo izuko (春よいづこ?) de Kunio Watanabe
- 1941 : Tie shan gong zhu : (version japonaise) (voix)
- 1941 : L'Homme qui a disparu hier (昨日消えた男, Kinō kieta otoko?) de Masahiro Makino : Genzaemon Shinozaki
- 1941 : Kodakara fūfu (子宝夫婦?) de Torajirō Saitō : Zenjiro Hirata
- 1941 : La Bataille de Kawanakajima (川中島合戦, Kawanakajima kassen?) de Teinosuke Kinugasa : Ichibei
- 1942 : La Carte d’une mère (母の地図, Haha no chizu?) de Yasujirō Shimazu : Moroka
- 1945 : Appare Isshin Tasuke (天晴れ一心太助?) de Kiyoshi Saeki
- 1945 : Jusqu'au jour de la victoire (勝利の日まで, Shōri no hi made?) de Mikio Naruse
- 1946 : La Fille de l'usine de briques (煉瓦女工, Renga jokō?) de Yasuki Chiba : Baifū Shunpūtei
- 1948 : La Mère (母, Haha?) d'Eiichi Koishi : procureur
- 1948 : Les fantômes meurent à l'aube (幽霊暁に死す, Yūrei akatsuki ni shisu?) de Masahiro Makino : Fumio Azumi
- 1948 : Yūreitō (幽霊島?) de Kōzō Saeki : docteur Senuma
- 1949 : Bagatelle au printemps (春の戯れ, Haru no tawamure?) de Kajirō Yamamoto
- 1949 : Nagareru hoshi wa ikiteiru (流れる星は生きている?) d'Eiichi Koishi : docteur Sakurai
- 1950 : Atariya Kinpachi torimonochō: Senri no tora (当たり矢金八捕物帖 千里の虎?) de Nobuo Nakagawa : Hanshirō
- 1950 : L'Amour d'une mère (母情, Bojō?) de Hiroshi Shimizu
- 1951 : Matashirō gyōjōki: Onihime shigure (又四郎行状記 鬼姫しぐれ?) de Nobuo Nakagawa : Jirōemon Naitō
- 1951 : L'École de la liberté (自由学校, Jiyū gakkō?) de Kōzaburō Yoshimura : docteur Haneda
- 1952 : L'Histoire secrète du château de Shura II (続修羅城秘聞 飛竜の巻, Zoku Shura-jō hibun: Hiryū no maki?) de Teinosuke Kinugasa : narrateur
- 1952 : Santa to Chiyonoyama (三太と千代の山?) de Motoyoshi Oda : Sen
- 1954 : Douze chapitres sur les femmes (女性に関する十二章, Josei ni kansuru jūni shō?) de Kon Ichikawa : Heta Kure
- 1955 : Nobuko dans les nuages (ノンちゃん雲に乗る, Non-chan kumo ni noru?) de Fumindo Kurata : vieil homme
- 1956 : E a Paz Volta a Reinar de Don Sevastian Sato : narrateur (version japonaise)
- 1956 : L'Étrange amour de la femme blanche (白夫人の妖恋, Byaku fujin no yoren?) de Shirō Toyoda
- 1958 : Edokko matsuri (江戸っ子祭?) de Kōji Shima : narrateur (voix)
- 1958 : Yajikita dōchūki (弥次喜多道中記?) de Yasuki Chiba : Ikku Jippensha
- 1959 : Bakushō Mito Kōmon man'yūki (爆笑水戸黄門漫遊記?) de Torajirō Saitō : Mito Kōmon
- 1963 : La Vengeance d'un acteur (雪之丞変化, Yukinojō henge?) de Kon Ichikawa : narrateur

## Distinctions
- Prix Kan-Kikuchi en 1955